# 2503-as mellékút (Magyarország)
A 2503-as számú mellékút egy négy számjegyű mellékút Heves vármegyében. Eger szomszédságában köt össze két települést egymással és a várossal.

## Nyomvonala
A 2501-es útból ágazik ki, annak 1+150-es kilométerszelvénye közelében, Eger belterület a Eger-Tihamér vasútállomás délnyugati végénél. Első, rövid szakasza északnyugat felé vezet, Kertész utca néven, majd kelet-északkelet felé fordul, és az Ostorosi út nevet veszi fel. Keresztezi a volt Egri Vasöntöde előtt az Eger–Putnok-vasútvonalat az állomás északkeleti végén, majd a folytatásban Nagykőporosi út néven halad; fő iránya innentől már nagyjából végig délkeleti.
A megyeszékhely lakott területét már 500 méter után elhagyja, Ostoros területére pedig a második kilométere után lép át. A településen 3. és 5. kilométere között húzódik, majd 7,5 kilométer megtétele után átlép Novaj területére, aminek központját 9 kilométer megtétele után éri el. Novaj külterületének déli részén ér véget, a 2502-es útba torkollva, annak kevéssel 8. kilométere után.
Az országos közutak térképes nyilvántartását szolgáló kira.gov.hu adatbázisa szerint a teljes hossza 13,723 kilométer.

## Települések az út mentén
- Eger
- Ostoros
- Novaj